# にんげん動物園
『にんげん動物園』（にんげんどうぶつえん）は、中島梓によるエッセイ集。動物の名を表題にした、その動物にまつわるエッセイ100編余を収録している。各編には山藤章二によるイラストレーションと短文が添えられている。
著者にとっては初の新聞連載となった作品であり、『夕刊フジ』1980年6月24日号から同年10月23日号まで連載されたのち、1981年11月30日に角川書店より単行本（ISBN 4-04-883112-7）として刊行された。のち、1984年5月25日に角川文庫版（ISBN 4-04-150051-6）が刊行されている。

## 収録作品
「ごあいさつ」「龍」「犬か猫か」「白魚」「蝸牛」「鼠」「ゴマメ」「虎」「大熊猫」「愛玩犬」「海狸」「ダックスフント」「ムツゴロウ」「豹」「猫」「牡蠣」「亀」「朱鷺」「狸」「狐」「鷽」「シマウマ」「蟹」「鮑」「オンドリ」「メンドリ」「鯰」「栗鼠」「雀」「コビトカバ」「兎」「猿」「山鳥」「蚊」「蠅」「蚯蚓」「栄螺」「蜆」「続・猫」「続々・猫」「犬」「ベンジョムシ」「インコ」「海老」「ヤドカリ」「鹿」「海馬」「驢馬」「豚(1)」「豚(2)」「豚(3)」「麒麟」「鷹」「章魚」「ナマケモノ」「ゴジラ」「鯨」「蜂」「蜘蛛」「アメリカシロヒトリ」「馬」「鯉」「ライオン」「海月」「蜉蝣」「続・ライオン」「蝶」「マンボウ」「カマキリ」「セントバーナード」「新・虎」「蛙」「羊」「蛞蝓」「ホヤ」「蝦蟇」「四不像」「きょん」「ぬえ」「雪男」「ティラノザウルス・レックス」「ミズムシ」「牛」「続・ムツゴロウ」「駱駝」「平目」「続・平目」「ゴキブリ」「ノミ」「続・ノミ」「オサムシ」「鶏」「ゴカイ」「キリギリス」「犀」「蠍」「猪」「象」「山羊」「百舌」「続・象」「新・豚」「蛇」「蛇足」